# Harold Lloyd
Harold Clayton Lloyd (ur. 20 kwietnia 1893 w Burchard, zm. 8 marca 1971 w Beverly Hills) – amerykański aktor filmowy, reżyser, scenarzysta, producent i artysta komediowy. Jeden z założycieli Amerykańskiej Akademii Sztuki i Wiedzy Filmowej (AMPAS).

## Życiorys
Kreował charakterystyczną postać nieśmiałego okularnika, pakującego się w niebezpieczne tarapaty. W pamiętnej scenie z filmu Jeszcze wyżej! (Safety Last, 1923) Lloyd zwisa z wysokiego budynku, uczepiony wskazówek zegara. Większość licznych scen wysokościowych w swych filmach grał sam, bez udziału kaskaderów i zabezpieczeń. Wprawdzie nie były one kręcone na prawdziwych budynkach, jednak wysokość makiet sięgała prawie 10 metrów.
Od 1912 do lat 40. Lloyd zagrał w ok. 200 filmach – niemych i dźwiękowych. Po kilkuletniej przerwie wystąpił jeszcze w filmie The Sin of Harold Diddlebock, a w 1962 i 1963 powstały dwie kompilacje najlepszych fragmentów komedii z jego udziałem – Harold Lloyd’s World of Comedy i The Funny Side of Life.
W 1952 Harold Lloyd otrzymał honorowego Oscara za wybitne role komediowe. Zmarł w wieku 77 lat na raka prostaty w Beverly Hills (Kalifornia).

## Dodatkowe informacje
Postać Harold Lloyda pojawiła się w filmie animowanym Mickey’s Polo Team. W którym drużyna Myszki Miki rozgrywa mecz polo z drużyną złożoną z przedwojennych aktorów. Harold Lloyd jest pośród publiczności.

## Filmografia wybrana
- 1914: The Patchwork Girl of Oz
- 1915: Just Nuts
- 1915: Love, Loot and Crash
- 1915: Miss Fatty’s Seaside Lovers
- 1915: Court House Crooks
- 1915: Giving Them Fits
- 1916: Luke’s Movie Muddle
- 1917: Over the Fence
- 1917: Bliss
- 1917: All Aboard
- 1917: Move On
- 1918: Hey There!
- 1918: Are Crooks Dishonest?
- 1918: Why Pick on Me?
- 1918: Take a Chance
- 1919: Going! Going! Gone!
- 1919: Ask Father
- 1919: Look Out Below
- 1919: Spring Fever
- 1919: Billy Blazes, Esq.
- 1919: Just Neighbors
- 1919: A Jazzed Honeymoon
- 1919: Count Your Change
- 1919: Pay Your Dues
- 1919: Bumping Into Broadway
- 1919: Captain Kidd’s Kids
- 1919: From Hand to Mouth
- 1920: His Royal Slyness
- 1920: Haunted Spooks
- 1920: An Eastern Westerner
- 1920: High and Dizzy
- 1920: Get Out and Get Under
- 1920: Number, Please?
- 1921: Now or Never
- 1921: Among Those Present
- 1921: I Do
- 1921: Never Weaken
- 1921: Szkoła życia (A Sailor-Made Man)
- 1922: Wnusio (Grandma’s Boy)
- 1922: Dr. Jack
- 1923: Jeszcze wyżej! (Safety Last!)
- 1923: Why Worry?
- 1924: Ach te dziewczęta (Girl Shy)
- 1924: W gorącej wodzie kąpany (Hot Water)
- 1925: Niech żyje sport! (The Freshman)
- 1926: For Heaven’s Sake
- 1927: Braciszek (The Kid Brother) (alternatywnie Niedorostek)
- 1928: Coraz prędzej (Speedy)
- 1929: Witaj niebezpieczeństwo (Welcome Danger)
- 1930: Harold, trzymaj się… (Feet First)
- 1932: Kinomaniak (Movie Crazy)
- 1934: Koci pazur (The Cat's Paw)
- 1936: Mleczna droga (The Milky Way)
- 1938: Ostrożnie profesorze (Professor Beware)
- 1947: Zwariowana środa (The Sin of Harold Diddlebock)
- 1967: Komiczny świat Harolda Lloyda (World of Comedy) - kompilacja